# Edwin Vásquez Sandoval
Edwin Amit Vásquez Sandoval (Los Olivos, Lima; 29 de agosto de 1979) es un actor, productor, docente y guionista peruano, conocido por su amplia trayectoria artística en diferentes producciones de teatro, cine y televisión nacionales. 
Dentro de sus trabajos en la actuación, ganó reconocimiento por interpretar al personaje de Camilo Condori en la telenovela Qué buena raza y fue protagonista de las películas Yawar Huanca y Padre de mentira, interpretando a los personajes de Roque y Carlos Villanueva respectivamente.

## Biografía

### Primeros años
Nació el 29 de agosto de 1979 en Los Olivos, distrito de la provincia de Lima, bajo el nombre completo de Edwin Amit Vásquez Sandoval.

### Trayectoria artística
Inició su carrera artística en el año 1996, participando en el casting del Teatro de Arte Peruano, dirigido por el director teatral y docente Henry Madrid. Se formó como actor profesional en la Escuela Nacional Superior de Arte Dramático.
Tras participar en numerosas obras de teatro, en el año 2002, ganó reconocimiento por interpretar a Camilo Condori, el hermano menor de Valentín Condori, en la telenovela Qué buena raza de Frecuencia Latina.
Como docente, fundó su escuela de improvisación teatral y actuación Clownarte, teniendo su lugar de operaciones en el distrito de Los Olivos a partir de 2005. Dentro de sus labores pedagógicas, ha desarrollado producciones de eventos para las empresas Wong e Imprex.
En el año 2008, asume por primera vez el protagónico con la miniserie Los diablos azules, bajo el papel de Lalo, quién se desempeña como trabajador y barrista del equipo de fútbol Alianza Lima. Al año siguiente, se incorpora dentro del reparto principal de la teleserie Clave uno: médicos en alerta, bajo el papel del doctor Romualdo Velarde.
En el año 2010 fue parte del reparto principal de la telenovela Puro corazón de América Televisión, interpretando al músico Elmer «Chico» Yaipén, uno de los dueños de la banda musical de cumbia peruana Grupo 5. Al año siguiente, participó en la película de thriller La séptima víctima dentro del reparto central, grabada en Huancayo.
En el año 2012, Vásquez se suma al espectáculo circense El vuelo del cóndor, interpretando al personaje del Inca, teniendo una participación especial y bajo la dirección de César Aedo.
En el cine peruano, fue protagonista de la película Yawar Wanka de la directora Jacqueline Riveros, en el año 2014, el cual ha interpretado a Roque, un joven estudiante de arqueología. Gracias a su interpretación y el éxito de la trama, la película fue la ganadora del concurso Proyectos de Largometraje para Regiones y fue estrenada diez años después del rodaje, a finales de 2024 en la plataforma YouTube.
En el año 2015, participó en el mismo formato Niñachay, dirigida por Gustavo Cerrón, dentro del reparto principal.
En la televisión peruana, se incluyó en los repartos recurrentes de las producciones de la productora Michelle Alexander durante los años 2010 y 2020, siendo Luz de esperanza y Eres mi sangre, algunas sus apariciones.[cita requerida]
Continuó con sus proyectos actorales en el año 2022, participando en el reparto protagónico de la obra teatral Soltero, casado, viudo y divorciado, la versión masculina de la película peruana Soltera, casada, viuda, divorciada, con la participación especial de Milagros Morales como directora general; en la ficción, interpreta a un hombre casado. Seguidamente, se incluye al reparto central del musical peruano Todos vuelven: Un musical para el recuerdo en ese año, estrenado en el Teatro Municipal de Lima.
Vásquez fue protagonista de la película cristiana peruana Padre de mentira, que fue parte del proyecto Historias de fe, con la colaboración de Bethel Televisión, televisora de la iglesia Movimiento Misionero Mundial en el año 2022, donde asumiría el papel del predicador Carlos Villanueva.
En el año 2024, fue parte del elenco coprotagónico de la obra teatral El último estreno, bajo la dirección de Gianfranco Mejía, conformando junto a los actores Leslie Stewart, Isabel Chappell, Jorge Bardales y Martín Abrisqueta.

## Filmografía

### Televisión
- Qué buena raza (2002-2003), Camilo Condori (participación especial).
- Demasiada belleza (2003), Daniel (reparto secundario).
- Eva del Edén (2004-2005), Gaspar (reparto principal).
- Viento y arena (2005), reparto recurrente.
- Las vírgenes de la cumbia (2006), Óscar Puente (reparto principal).
- Baila reggaeton (2007), Elmer (reparto principal).
- Historias reales (2008), coprotagonista.
- Los diablos azules (2008), Lalo (protagonista).
- Sally, la muñequita del pueblo (2008), Demetrio adolescente (reparto recurrente).
- Clave uno: médicos en alerta (2009-2010), Romualdo Velarde (protagonista).
- Puro corazón (2010), Elmer «Chico» Yaipén Quesquén (reparto principal).
- Amores que matan (2015), varios roles.
- Los otros libertadores (2021), Simón (reparto principal).
- Luz de esperanza (2023), Oficial Pérez (reparto recurrente).
- La rosa de Guadalupe Perú (2025), Denis Romero y Percy (reparto central).
- Eres mi sangre (2025), Alonso Jiménez (reparto recurrente).

### Cine
- Chicha tu madre (2006), Lucho (reparto principal).
- Enigma: Cantabria profunda (2006), Indio (reparto principal).
- La séptima víctima (2011), reparto central.
- Con los nervios del toro (2012), reparto principal.
- Yawar Wanka (2014), Roque (protagónico).
- Niñachay (2015), reparto principal.
- Las raíces (2016), reparto principal.
- La herencia de Flora (2024), Fermín Miota (reparto central).

### Teatro
- El vuelo del cóndor (2011), Inca (protagonista).
- Soltero, casado, viudo, divorciado (2022), protagonista.
- Todos vuelven: Un musical para el recuerdo (2022), reparto central.
- Otra vez Caperucita Roja (2023), el Lobo (antagonista protagonista).
- El tinglado de Antón Perulero (2023), reparto principal.
- Quiero ser actor (2024), reparto principal.
- El último estreno (2024), coprotagonista.